# Ondřej Havelka

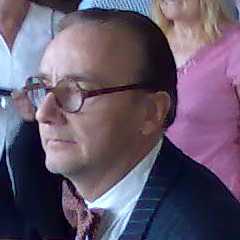
Ondrej Havelka (2007)

Ondřej Havelka (* 10. Oktober 1954 in Prag) ist ein tschechischer Schauspieler, Regisseur, Sänger und Bandleader.

## Leben und Wirken
Ondřej Havelka studierte an der Theaterfakultät der Akademie der Musischen Künste in Prag (DAMU) und der Janáček-Akademie für Musik und Darstellende Kunst Brünn (JAMU). Von 1976 bis 1995 leitete er das Originální Pražský Synkopický Orchestr, mit der er auf dem International Traditional Jazz Festival Breda 1978 auftrat. 1983 entstand das Album Jazz and Hot Dance Music 1923-31. 1995 legt Hawelka das Album  The Swings (Monitor-EMI) vor, mit populären Jazzstandards wie Let Yourself Go, They Can’t Take That Away from Me, It’s Only a Paper Moon, Beat Me Daddy, Eight to the Bar, The Lady Is a Tramp, Sonny Boy und Night and Day. Anschließend gründete er die Swingband Ondřej Havelka a jeho Melody Makers, mit der er seit 1995 eine Reihe von Alben vorlegte. Außerdem führte er Regie bei mehreren Operninszenierungen (u. a. Smetanas Die verkaufte Braut im Nationaltheater Brünn) und trat als Schauspieler in Filmen auf wie Bezirksverwaltung der „K“ Prag (1982),  Cesta kolem mé hlavy (1984, Regie Jaroslav Papoušek), Die Tintenfische aus dem zweiten Stock (1986), Kafka (1991, Regie Steven Soderbergh) und Saturnin (1994, Regie Jiří Věrčák). 2009 drehte Havelka die Filmdokumentation Poslední mohykán (The Last of the Mohicans), die die Lebensgeschichte von Jiří Traxler erzählt.

## Filmografie
- 1978: Nächsten Sommer sehen wir uns wieder (Reknem si to prístí léto)
- 1981: Rübezahl und die Skiläufer (Krakonos a lyzníci)
- 1983: Himmel unter den Füßen (Pod nohama nebe)
- 1983: Unvollständige Finsternis (Neúplné zatmení)
- 1984: Weinlese (Vinobraní)
- 1985: Der Zauberrabe Rumburak (Rumburak)
- 1986: Die Tintenfische aus dem zweiten Stock (Chobotnice z druhého patra) (Fernsehserie)
- 1986: Bin ich etwa Oskar? (Já nejsem já)
- 1986: Gutes Licht (Dobré svetlo)
- 1986: Wachtmeister in Nöten (Není sirotek jako sirotek)
- 1988: Heul’ nicht, Eichhörnchen (Nefnukej, veverko!)
- 1989: Rausch der Verwandlung